# Panacea victrix
Panacea victrix är en fjärilsart som beskrevs av Hans Fruhstorfer 1915. Panacea victrix ingår i släktet Panacea och familjen praktfjärilar. Inga underarter finns listade i Catalogue of Life.